# Elezioni parlamentari in Serbia del 2022
Le elezioni parlamentari in Serbia del 2022 si sono tenute il 3 aprile per il rinnovo dell'Assemblea nazionale; indette in anticipo rispetto alla scadenza naturale della legislatura, prevista per il 2024, hanno avuto luogo contestualmente alle elezioni presidenziali.

## Risultati
| Insieme Possiamo Tutto (SNS - SDPS - PS - PUPS - PSS - SNP - SPO - NSS - USS - BS)                  | 1 635 100 | 44,28 | 120 |  |  |  |
| Uniti per la Vittoria della Serbia (SSP - NS - DS - VMDK/DVZM - SMS - PSG - Sloga - PZP - PSS - VS) | 520 469   | 14,09 | 38  |  |  |  |
| Partito Socialista di Serbia - Serbia Unitaria - Verdi di Serbia                                    | 435 266   | 11,79 | 32  |  |  |  |
| Alternativa Democratica Nazionale (DSS - ZKS)                                                       | 204 442   | 5,54  | 15  |  |  |  |
| Moramo (ZZS - NDB - EU)                                                                             | 178 733   | 4,84  | 13  |  |  |  |
| Dveri - POKS                                                                                        | 144 762   | 3,92  | 10  |  |  |  |
| Zavetnici                                                                                           | 141 227   | 3,82  | 10  |  |  |  |
| Sovranisti (DJB - ZS - ŽZS)                                                                         | 86 362    | 2,34  | –   |  |  |  |
| Partito Radicale Serbo                                                                              | 82 067    | 2,22  | –   |  |  |  |
| Andiamo (SDS - NS - 1od5m - TS - UPZS - BGS - SC)                                                   | 63 560    | 1,72  | –   |  |  |  |
| Alleanza degli Ungheresi di Voivodina                                                               | 60 313    | 1,63  | 6   |  |  |  |
| Partito della Giustizia e della Riconciliazione                                                     | 35 850    | 0,97  | 3   |  |  |  |
| Gruppo Cittadino Bambini Rapiti                                                                     | 31 196    | 0,84  | –   |  |  |  |
| Insieme per la Voivodina (DSHV - ZZV)                                                               | 24 024    | 0,65  | 2   |  |  |  |
| Partito d'Azione Democratica del Sangiaccato                                                        | 20 553    | 0,56  | 2   |  |  |  |
| Coalizione Albanese della Valle di Presevo (PDD)                                                    | 9 693     | 0,26  | 1   |  |  |  |
| Alleanza della Minoranza Russa (SRP - SRPV - PGS)                                                   | 9 569     | 0,26  | –   |  |  |  |
| Partito dei Rom                                                                                     | 6 393     | 0,17  | –   |  |  |  |
| Alternativa per i Cambiamenti                                                                       | 3 291     | 0,09  | –   |  |  |  |
| Totale                                                                                              | 3 692 870 | 100   | 250 |  |  |  |
| |           |       |     |  |  |  |
| Voti non validi                                                                                     | 112 723   | 2,96  |     |  |  |  |
| Votanti                                                                                             | 3 805 593 | 58,53 |     |  |  |  |
| Elettori                                                                                            | 6 502 307 |       |     |  |  |  |

### Distribuzione dei seggi per coalizione

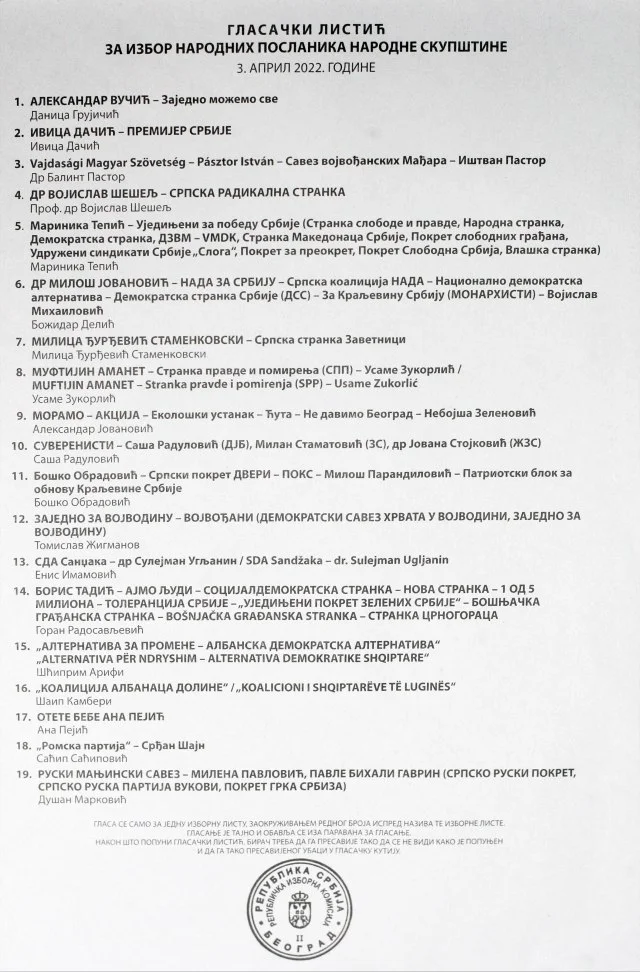
Scheda elettorale

I seggi sono attribuiti mediante sistema proporzionale, con soglia di sbarramento al 3% salvo per i partiti espressione di minoranze nazionali; i deputati sono eletti in liste bloccate all'interno di un collegio unico nazionale (sono cioè eletti tramite scorrimento di una graduatoria predefinita, fino a concorrenza dei seggi assegnati a ciascuna lista).
Per ciascun candidato, la commissione elettorale indica espressamente il partito che lo ha designato; tuttavia, un candidato può concorrere in rappresentanza di un partito diverso rispetto a quello che lo ha formalmente nominato.
La ripartizione dei seggi di seguito illustrata tiene conto dell'appartenenza politica indicata dalla commissione elettorale.
| Liste                                                            | Partiti                                            | Seggi |
| ---------------------------------------------------------------- | -------------------------------------------------- | ----- |
| Insieme Possiamo Tutto                                           | Partito Progressista Serbo                         | 98    |
| Insieme Possiamo Tutto                                           | Partito Socialdemocratico di Serbia                | 7     |
| Insieme Possiamo Tutto                                           | Partito dei Pensionati Uniti di Serbia             | 6     |
| Insieme Possiamo Tutto                                           | Movimento della Forza di Serbia                    | 3     |
| Insieme Possiamo Tutto                                           | Movimento dei Socialisti                           | 2     |
| Insieme Possiamo Tutto                                           | Movimento del Rinnovamento Serbo                   | 2     |
| Insieme Possiamo Tutto                                           | Partito Popolare Serbo                             | 2     |
| Uniti per la Vittoria della Serbia                               | Partito della Libertà e della Giustizia            | 17    |
| Uniti per la Vittoria della Serbia                               | Partito Popolare                                   | 12    |
| Uniti per la Vittoria della Serbia                               | Partito Democratico                                | 9     |
| Partito Socialista di Serbia - Serbia Unitaria - Verdi di Serbia | Partito Socialista di Serbia                       | 23    |
| Partito Socialista di Serbia - Serbia Unitaria - Verdi di Serbia | Serbia Unitaria                                    | 8     |
| Partito Socialista di Serbia - Serbia Unitaria - Verdi di Serbia | Verdi di Serbia                                    | 1     |
| Alternativa Democratica Nazionale                                | Partito Democratico di Serbia                      | 7     |
| Alternativa Democratica Nazionale                                | Per il Regno di Serbia                             | 7     |
| Alternativa Democratica Nazionale                                | Bunjevci Cittadini della Serbia                    | 1     |
| Moramo                                                           | N/D                                                |       |
| Dveri - POKS                                                     | Dveri                                              | 6     |
| Dveri - POKS                                                     | Movimento per la Restaurazione del Regno di Serbia | 4     |
| Insieme per la Voivodina                                         | Alleanza Democratica dei Croati in Voivodina       | 1     |
| Insieme per la Voivodina                                         | Insieme per la Voivodina                           | 1     |